# Apotolamprus manomboensis
Apotolamprus manomboensis là một loài bọ cánh cứng trong họ Bọ hung (Scarabaeidae).